# Wilhelm Weischedel
Wilhelm Weischedel (11. duben 1905, Frankfurt nad Mohanem, Německo – 20. srpen 1975, Berlín) byl německý filosof, žák M. Heideggera, profesor Svobodné univerzity Berlín a editor spisů Immanuela Kanta.

## Život
Narodil se v rodině pietistického faráře W. G. Weischedela, vyrůstal ve Švábsku a maturoval v Elberfeldu. Na univerzitě v Marburgu studoval teologii u Paula Tillicha a Rudolfa Bultmanna, později filozofii u Martina Heideggera a Nicolai Hartmanna. Promoval roku 1933 prací o povaze zodpovědnosti u M. Heideggera, s nímž se však kvůli jeho politickým postojům rozešel. V důsledku toho nenašel uplatnění na univerzitě a pracoval v knihovně a v obchodě. Roku 1934 se oženil s kolegyní Käte Grunewald, která promovala prací o Johannu Taulerovi, a měli spolu dvě dcery. Roku 1936 se habilitoval prací o Fichtovi na Freiburské univerzitě, protože však odmítl vstoupit do NSDAP, pracoval jako účetní. Konec války zažil v Paříži jako účastník odboje. Od roku 1946 byl mimořádným profesorem na Universitě v Tübingenu a od roku 1953 řádným profesorem v Berlíně. Roku 1970 byl penzionován. Od roku 1950 působil ve vedení vydavatelského družstva Wissenschaftliche Buchgesellschaft (WBG), které se snažilo nahradit nacisty zničenou vědeckou literaturu. V roce 2000 mělo družstvo přes 120 tisíc členů a abonentů.

## Myšlení
Weischedelova filosofie je osobitá forma filosofie existence, která zápasí hlavně se skepticismem a nihilismem. Zabýval se také zodpovědností za techniku a vyrovnáním s národním socialismem. Weischedel úzce spolupracoval s levicovým teologem Helmutem Gollwitzerem, zároveň si však udržoval kritický odstup ke křesťanství a teologii.
Nejhlubší podstatou skutečnosti i lidského života je podle Weischedela jejich radikální problematičnost (Fraglichkeit), proto skutečnost kolísá mezi bytím a nebytím a člověk mezi přítomností a nepřítomností smyslu. Člověk se nemůže spokojit s žádnou definitivní odpovědí a musí vytrvat v otevřeném skepticismu. Nemůže přijmout žádný poslední a nepochybný základ, jako to činí náboženská víra. Naopak ze života v radikální pochybnosti může vyrůst „skeptická etika“ se svými třemi ctnostmi otevřenosti, zodpovědnosti a „rozloučenosti“ (Abschiedlichkeit). To předpokládá čtveré rozhodnutí, totiž pro skepticismus, pro svobodu, pro pobyt a pro jeho vědomé utváření. Otevřenost pak může vést k pravdivosti, věcnosti, toleranci a soucitu. Ze zodpovědnosti vyrůstá solidarita, spravedlnost a věrnost. Konečně rozloučenost znamená připravenost k rozloučení, přijetí života s vědomím jeho pomíjivosti a ve stálém vědomí smrti.
Širší veřejnost se s Weischedelem seznámila hlavně v jeho populární knize „Zadní schodiště filosofie“, která představuje 34 významných filosofů, často i humornou a anekdotickou formou.

## Dílo
Výběr; většina spisů se dočkala několika vydání:
- Kant-Werkausgabe in 6 Bänden (Vybrané spisy v 6 svazcích; 1956)
- Die philosophische Hintertreppe, 1966 (česky Zadní schodiště filosofie, Praha: Votobia, 1993, 1995)
- Der Gott der Philosophen (Bůh filozofů), I-II, 1971-1972
- Lob des Alters, 1975 (Chvála stáří)
- Skeptische Ethik, 1976 (česky „Skeptická etika“, Praha: Oikumené 1999)